# Bromptonville
Cet article possède un paronyme, voir Brompton (homonymie).
Vous pouvez aider à l'améliorer ou bien discuter des problèmes sur sa page de discussion.
- Certaines informations devraient être mieux reliées aux sources mentionnées dans la bibliographie ou les liens externes. Améliorez sa vérifiabilité en les associant par des références. (Marqué depuis juillet 2021)
- Son texte doit être wikifié : il ne correspond pas à la mise en forme Wikipédia (style, typographie, liens internes, liens entre les wikis, etc.). (Marqué depuis juillet 2021)
- Il n’est pas rédigé dans un style encyclopédique. (Marqué depuis juillet 2021)

Bromptonville est une ancienne ville de la province de Québec. Elle a été fusionnée à la ville de Sherbrooke le 1er janvier 2002 dans le cadre des réorganisations municipales québécoises.

## Histoire

### XVIIeetXVIIIesiècles
Dès le XVIIe siècle, alors chassés de la terre des Illinois à la suite de la défaite de leurs alliés Hurons, les Abénakis vinrent s'installer dans la région. Ils effectuaient souvent des voyages en canot sur la rivière Saint-François et s'arrêtaient à Bromptonville pour se reposer et faire du portage. Ils nommèrent l'endroit Pihmilansik "là où les eaux tombent" et Pihmilosek "là où les chutes tourbillonnent".
Des pétroglyphes Abénakis furent d'ailleurs retrouvés au parc de la Rive de Bromptonville en 1964. La publication de ces découvertes mènera le public à s'y intéresser et accélèrera la dégradation du site. Ainsi, par souci pour la préservation à long terme des pétroglyphes, ils seront retirés grâce à des explosifs et authentifiés par le Musée du Séminaire de Sherbrooke avant d'être confiés au Musée de la nature et des sciences de Sherbrooke.

### De 1797 à 1852
En 1797, des loyalistes américains vinrent s'installer sur ce qui est aujourd'hui le chemin de la rivière à Bromptonville. Leur présence ne fut toutefois légalisée qu'en 1801 et 1802 lorsqu'ils reçurent des terres, de la part de la couronne britannique, dans le nouveau canton de Brompton né de la division du Buckinghamshire.
Certains de ces loyalistes allèrent plus loin dans la forêt, ce sont eux qui défrichèrent les 5e et 6e rang de Bromptonville, ainsi que le chemin Greenlay sud.
De toutes ces familles loyalistes qui sont connues des historiens, voici ce que l'on sait:

#### ARMS
Tous ce que nous savons, c'est que des descendants de David Arms vivent aujourd'hui à Ascot.

#### BARTLETT
Roswell Bartlett est né le 2 avril 1780 au Massachusetts. En raison de la discrimination à leur égard pendant la guerre canado-américaine, sa famille (ainsi que celle de son beau-père Énoch Rice) déménagea dans le comté de Greene en Ohio. Il mourut vers 1866.

#### CASWELL
Nathan Caswell était le père d'Oziah et de Jédédiah. Il est né en 1740 à Middleborough au Massachusetts. Sa femme était Hannah Bingham. Il avait commandé une compagnie de l'armée britannique pendant la guerre d'indépendance. Il est décédé près de Compton en 1824.
Jédédiah Caswell est né entre 1760 et 1770 au Massachusetts. Il a épousé Ruth Bishop de qui il eut 11 enfants : Ira, Stephen, Ruth, Chester, Daniel, John, Elmira, Hiram, Nancy, George et Laura.
Daniel est né en 1804 au New-Hampshire, John en 1806 à Brompton, Nancy en 1814 à Brompton et George en 1820 au New-Hampshire. Nous sommes donc en droit de penser qu'ils se sont installés a Brompton vers 1805 et son repartirent aux États-Unis vers 1815.
Aucune trace d'Oziah Caswell.
Stephen Caswell fut l'un des seuls, sinon le seul, des enfants de Jédédiah à rester à Brompton. Né le 17 juillet 1797 au New-Hampshire, il épousa Tabitha Chandler de qui il eut 10 enfants : Abigail, Susan, Ruth, Berengera, Elizabeth, Stephen, Tabitha, Catherine, Isaac et Thomas (Walker, fils adoptif, il épousa Catherine Caswell). Sa descendance se retrouve aujourd'hui à St-François-Xavier de Brompton, Windsor, Melbourne et Richmond. Il décéda le 1er décembre 1878 et fut enterré au cimetière protestant de Greenlay (situé derrière un immeuble à appartements aux 50-51-52-53-54-55 rue Greenlay sud). Sa pierre tombale est encore en bon état même si le cimetière et abandonné.

#### KEE
Ebenezer Kee, sa femme et ses fils vécurent près du ruisseau qui porte aujourd'hui leur nom, le Kee Brook. Ils déménagèrent dans le comté de Stormont en Ontario dans les années 1820. Puis, à Green, en Ohio entre 1825 et 1850.

#### KNAPP
Ephraïm Knapp sr est né en 1762 aux États-Unis. Il est parti de New York pour s'installer à Brompton-Falls avec ses fils Ephraïm jr et George en 1801. Il est reparti en 1810 pour aller vivre à Haverhilly au New-Hampshire. En 1814, il habitait Stockholm près de New-York.
Ephraïm Knapp jr et George sont restés, ou du moins sont revenus par la suite. Ephraïm jr a épousé une Houstin et a construit la maison de ferme rouge se trouvant devant le cimetière Knoyes-Knapp sur le chemin de la rivière.
Son frère George s'est installé à Melbourne.
Le fils d'Éphraïm jr, Thomas, est le premier enfant blanc à être né dans le Canton de Brompton (19 juillet 1801). Il a fait du transport de marchandise sur la rivière St-François pendant plusieurs années, l'hiver il allait couper du bois et travailler sur le chemin de fer à Trois-Rivières. Il se construisit une maison à environ 1 mile de chez son père, ainsi qu'un moulin à couper le bois (c'est Thomas Knapp qui fournit une grande partie du bois qui a servi à construire le moulin de Cyrus S. Clarke en 1853-1854). Il épousa Caroline Holmes (une orpheline qui vivait chez les Adams et travaillait dans leur auberge) en 1824. Ils eurent 5 garçons et 4 filles. Thomas mourut d'une pneumonie en 1880. Caroline le suivit en 1888.
George et Ephraïm ont des descendants à Québec, Vancouver, Sherbrooke, Windsor, Melbourne, Brompton Grove, Lennoxville, Melrose (Massachusetts), Schenectady (New-York) et à St-François-Xavier de Brompton.
Lorsque Caroline Holmes partit de chez les Adams, elle reçut une table de cuisine en chêne massif que Gordon Knapp, de Sherbrooke, possédait toujours en 1931.
En juin 1858, William Ball céda un terrain à Thomas Knapp et Richard Noyce. Ce terrain deviendra le cimetière Knoyes-Knapp.
Leurs fils Horace et David partirent aux États-Unis et se rendirent à pied en Californie pour y faire fortune. La guerre de Sécession éclata, ils s'enrôlèrent dans l'armée de l'union. Certaines sources[réf. nécessaire] semblent dire que David serait mort dans une prison confédérée. Aucune trace d'Horace n'a été retrouvée à ce jour.
Pendant la construction de l'église de Christ Church (aujourd'hui démolie, il n'en reste que le cimetière sur le chemin de la rivière), l'entrepreneur et ses employés logèrent chez Thomas et Caroline Knapp.

#### PEARCE
Samuel Pearce Sr est né le 31 décembre 1783 à Hartford au Connecticut. Il est venu au Canada en travaillant pour un fermier. Il faisait passer du bétail de Nouvelle-Angleterre à Stanstead. Il finit par rester et s'établit une ferme à Brompton-Falls où il devint capitaine de milice loyaliste. Selon C.H. Mackintosh, il était chef du conseil municipal de Brompton-Falls en 1845. Il épousa Alice Caswell, probablement la sœur ainée de Stephen, de qui il eut 13 enfants : Erastus, Asahel, Nathan, Caroline, Samuel jr, Hannah, Collins, Alice, Roswell, Adaline, Frederick, Mary et Lydia. Il est décédé le 9 mai 1864 et fut enterré au cimetière protestant de Greenlay. Leurs descendants se retrouvent à Ascot, Windsor et Sherbrooke.

#### RICE
Enoch Rice est né le 22 février 1746, Levi le 19 juin 1749 et Jonathan le 1er septembre 1754.
Ils viennent de Westborough au Massachusetts et sont les fils de Zebulon Rice et Abigail Forbush.
Nous savons peu de choses sur Levi et Jonathan Rice. Enoch, lui, est reparti avec sa famille et la famille de son gendre (Roswell Bartlett) aux États-Unis. Ils ont toujours des descendants à Greene en Ohio.

#### TERRY
Samuel Terry habitait relativement loin de ses compatriotes et avait loué une terre à la famille Terrill de Hyatt's mill (futur Sherbrooke).

#### WAKEFIEL
John Wakefield s'installa à ce qu'on a appelé Wakefield Hill (situé sur la terre de Raymond Guillemette dans le rang 6). Il y vécut quelques années, mais après que l'un de ses fils se soit perdu en forêt pendant l'hiver et n'eut pas été retrouvé, ils retournèrent aux États-Unis (vers 1810).
William Wakefield, né en 1766, a habité Brompton-Falls jusqu'en 1812. La guerre canado-américaine le fit retourner aux États-Unis. Il est probablement revenu après la guerre car, en 1852, il vivait à Brompton-Falls chez son fils Benjamin. Il avait 84 ans et sa femme, Rachel, 81 ans. Ils durent déménager à nouveau par la suite, puisqu'il est enterré à Milbourne en Ontario avec son fils Benjamin.
La lignée des Wakefield du Québec prit fin à Durham à la fin des années 1910 avec la mort d'Edwin Wakefield, fils de Benjamin Wakefield.

#### WILCOX
Les origines de Barnabas Wilcox sont mystérieuses. Cependant, nous avons des raisons de croire que les Wilcox de Kingsey-Falls, Compton, Melbourne et Brompton Groove sont ses descendants.

### 1853-1892, L'ère de la Clark Mills company
L'installation de la compagnie Grand Trunk Railway sur les rives de la rivière St-François en 1852 offrira de grandes possibilités industrielles à Brompton-Falls (en 1858 on pouvait faire le voyage de Sherbrooke à Brompton Falls en 13 minutes et de Brompton Falls à Portland (Maine) en 7 heures et 20 minutes). Trois Américains, Cyrus S. Clark de Turner dans le Maine, ainsi que deux associés (dénommés Brown et McCrillis), visitèrent Brompton-Falls autour de 1850 et remarquèrent une caractéristique géographique intéressante : Brompton-Falls possède deux séries de chutes, les petites et les grandes, ce qui fut de tous temps un handicap pour le transport maritime (obligeant le portage), mais qui offrent un grand pouvoir hydraulique. Les trois hommes commencèrent par installer une "beam" par-dessus la rivière Saint-François afin d'utiliser le dit pouvoir hydraulique (1853). Ils achetèrent ensuite des droits de coupe de pins et d'épinettes à la couronne britannique (1854) et lancèrent l'idée de construire un moulin à bois tirant profit du courant de la rivière. Pour réduire les coûts de production nécessaire à la construction du moulin à bois, Cyrus Clark (directeur et actionnaire majoritaire) acheta le bois nécessaire à monsieur Thomas Knapp (dont le moulin était capable de couper 2 000 pieds de planches par jour) et employa des Canadiens-Français venus de Beauce et des rives du fleuve Saint-Laurent à la recherche d'emplois.
La Clark Mills fut l'un des moulins à bois les plus gros en Amérique du Nord. Il était long de 110 mètres et large de 25 mètres, on y trouvait les plus récentes technologies et on y était même éclairé au gaz. Grâce à ses trois sections (une de 26 scies, les deux autres de 15 scies) qui fonctionnaient en même temps 24 heures sur 24 (sauf l'hiver), elle pouvait couper 75 000 pieds de planches (c'était des planches simples pour la construction immobilière) par jour. Elle utilisait la compagnie du Grand Trunk Railway pour exporter les planches vers les États-Unis, puis l'Amérique du Sud. Elle aurait été capable de couper de 25 à 30 millions de pieds de planches à certains moments, ce qui attira la visite du Prince de Galles (futur roi d'Angleterre, Édouard VII, de 1901 à 1910).
Autour de ce moulin se trouvait deux bâtiments de maintenance, ainsi qu'une forge et une maison où Cyrus Clark résidait lorsque de passage.
Toutefois, c'est le début de la fin. Cyrus S. Clarke dut faire face à des problèmes juridiques tout au long des 25 années qui suivirent parce que les débris de la production étaient rejetés dans la rivière. À ce moment, soit ils pourrissaient sur les berges, soit ils s'entremêlaient et causaient un barrage accidentel et de grandes crues de la rivière (ce serait notamment une des grandes causes de l'inondation de 1875).
La plupart des accusations provenaient de ses concurrents, en particulier la compagnie Holyoke qui côtoyait ses limites. À cela monsieur Clark aurait répondu à peu près ceci : Je conçois que les parties n’ont souffert d’aucun dommage et je crois que leur objectif, en spéculant contre moi, est d’ébranler l’un de leurs concurrents.
Les conseils de Sherbrooke, ainsi que des cantons d’Ascot, d’Orford et de Brompton portèrent eux aussi plaintes, suivis de plusieurs agriculteurs dont les fermes furent inondées et d’un brasseur qui utilisait lui aussi la force de la rivière (James W. Wigget), mais sans succès. En 1877, le conseil de Garthby accusa les pratiques de la compagnie d’avoir causé une montée des eaux ayant arraché 3 500 mètres de routes dans leur région. Toujours aucune conséquence.
Les problèmes de la compagnie ne s’arrêtent pas là. Pendant la deuxième moitié du XIXe siècle, les besoins de la population mondiale en bois changea, en grande partie à cause des changements dans les techniques de construction. C.S. Clark tenta de suivre en installant une papetière sur le terrain présentement possédé par la compagnie Kruger au coin d'Ernest-Bergeron et de la route de Windsor (vers 1870), mais cela ne suffit pas. La Clark Mills passa donc soudainement du titre d'entreprise moderne à entreprise désuète et vit une chute vertigineuse de son chiffre d'affaires.
Dans les années 1860 et 1870, Clark dut faire plusieurs emprunts à un riche homme d'affaires de Cookshire, John Henry Pope de qui il avait eu un certain soutien lors de ses démêlés avec les conseils régionaux de Sherbrooke. Incapable de payer sa dette, Clark vit sa compagnie achetée par monsieur Pope qui lui revendit la compagnie en 1869. Ses dettes étaient effacées pour l’instant, mais il avait maintenant plusieurs paiements à faire sur sa propre compagnie!
Il vendit une bonne partie des terres de la compagnie en 1873 et 1874 et eut la chance de pouvoir racheter des terres de la British American Land Company (BALC) en 1872 et en 1875.
C.S Clark mourut criblé de dettes en 1880 et légua la compagnie à son fils Charles.
N'ayant plus une aussi grande fortune qu'auparavant, les Clark ne pourront plus tenir très longtemps. Charles fermera l'entreprise en 1893. Il la vendra à la Royal Mills company de East Angus en 1901; celle-ci rachètera aussi les droits de coupe de la compagnie avant de tout vendre. Les terrains et l'équipement de la compagnie Clark allèrent à un groupe d'hommes d'affaires américains associés à un homme de Brompton-Falls, Edmund William Tobin. Un autre riche homme de Brompton-Falls put acheter de ces terrains et de cet équipement : Onésime Lambert.
Les Canadiens-Français qu'attira Cyrus Clark furent cependant à la source de la création de la première chapelle de la ville en 1864 et de la paroisse Sainte-Praxède de Brompton en 1885. Ils sont aussi à la source d'un grand développement agricole du territoire puisque plusieurs décidèrent de s'installer en tant que fermiers après la fermeture de l'usine.

### 1900-1950, Richesse et pauvreté autour de l'industrie du bois
C'est à la fin de l'année 1900 que la scierie Tobin & Tobin s'installa sur le terrain où se trouvait autrefois le moulin Clark. À la même époque, une chaussée de ciment fut construite près des grandes chutes Brompton et la compagnie de pâtes et papier Brompton Pulp & Paper s'installa sur les 1 400 âcres de terre qui lui appartenait (emplacement de l'actuelle Kruger inc de Bromptonville). Par la suite, en 1901, c'est la Brompton Lumber & Manufacturing Company qui s’installa à côté de la scierie. Ces trois compagnies appartenaient à Edmund William Tobin et à ses associés américains.
Ces usines permettaient la création de bien des emplois pour la population canadienne-française grandissante de Brompton-Falls (la ville deviendra Bromptonville en 1903). Par la suite, la scierie Tobin & Tobin et la Brompton Lumber & Manufacturing company durent traverser plusieurs incendies et une grande crise du bois et furent vendues.
En 1948, la Brompton Pulp & Paper company fut accusée de la grande inondation de mars 1948 (elle aurait notamment relâché les eaux de son barrage à un moment inopportun). La compagnie fut poursuivie pour la somme de 500 000$ et dut vendre à la St-Lawrence corporation. Elle-même vendra les installations à la ville de Sherbrooke en 1949. L'usine servit de barrage électrique avant d'être vendue à la compagnie Kruger inc. en 1950.

### 1890-1970, une économie de services et d'agriculture
Bien que beaucoup de Bromptonvillois travaillèrent dans l'industrie forestière, beaucoup d'autres travaillèrent dans les domaines du service et de la vente.
Durant cette période, on peut nommer par exemple :
- Deux succursales de la Banque nationale
- Deux succursale de la caisse Desjardins
- Trois bureaux de poste
- Trois beurreries (l'une appartenant à Léo Cayouette, les deux autres à Eudore Bergeron)
- Trois hôtels (deux appartenant à Joseph Hamel, le troisième à Onésime Lambert)
- Une usine de boîtes à fromage
- Une usine de boîtes à tabac
- Une compagnie de vêtements pour femmes (appartenant à Onésime Lambert)
- Un garage (appartenant à la famille Charland)
- Une briqueterie (appartenant à la famille Hains)
- Environ dix magasins généraux (notamment ceux de Johnny Martin, Philippe Lambert, Edmund W. Tobin, ainsi que de messieurs Grégoire et Lavoie)
- Une dizaine de restaurants (notamment le Pool Room, le Restaurant Jos Denault et le Restaurant Fontaine)
- Deux boucherie (l'une appartenant à la famille Castonguay, l'autre appartenant à Wilfrid Nault)
- Plusieurs cabinets de médecin (notamment ceux des Dr. Cloutier et Allard)

Depuis, se succèdent d'autres restaurants ainsi qu'une multitude de salons de coiffure et de restaurants.
On peut aussi nommer la Industrial Stamping Ltee de monsieur Broadbelt, devenue la compagnie ISE.
Encore plus que des entreprises, le Bromptonville du XXe siècle voit aussi la naissance de deux écoles primaires qui vinrent remplacer les écoles de rang : le couvent Marie-Immaculée (1904) et l'école du Sacré-cœur (1905). Une école secondaire suivit en 1953, l'École Secondaire de Bromptonville, qui aujourd'hui est une école privée desservie par des frères catholiques et des laïcs. En 2023, l'école secondaire comptait 530 élèves.

## Comité du patrimoine de Bromptonville inc

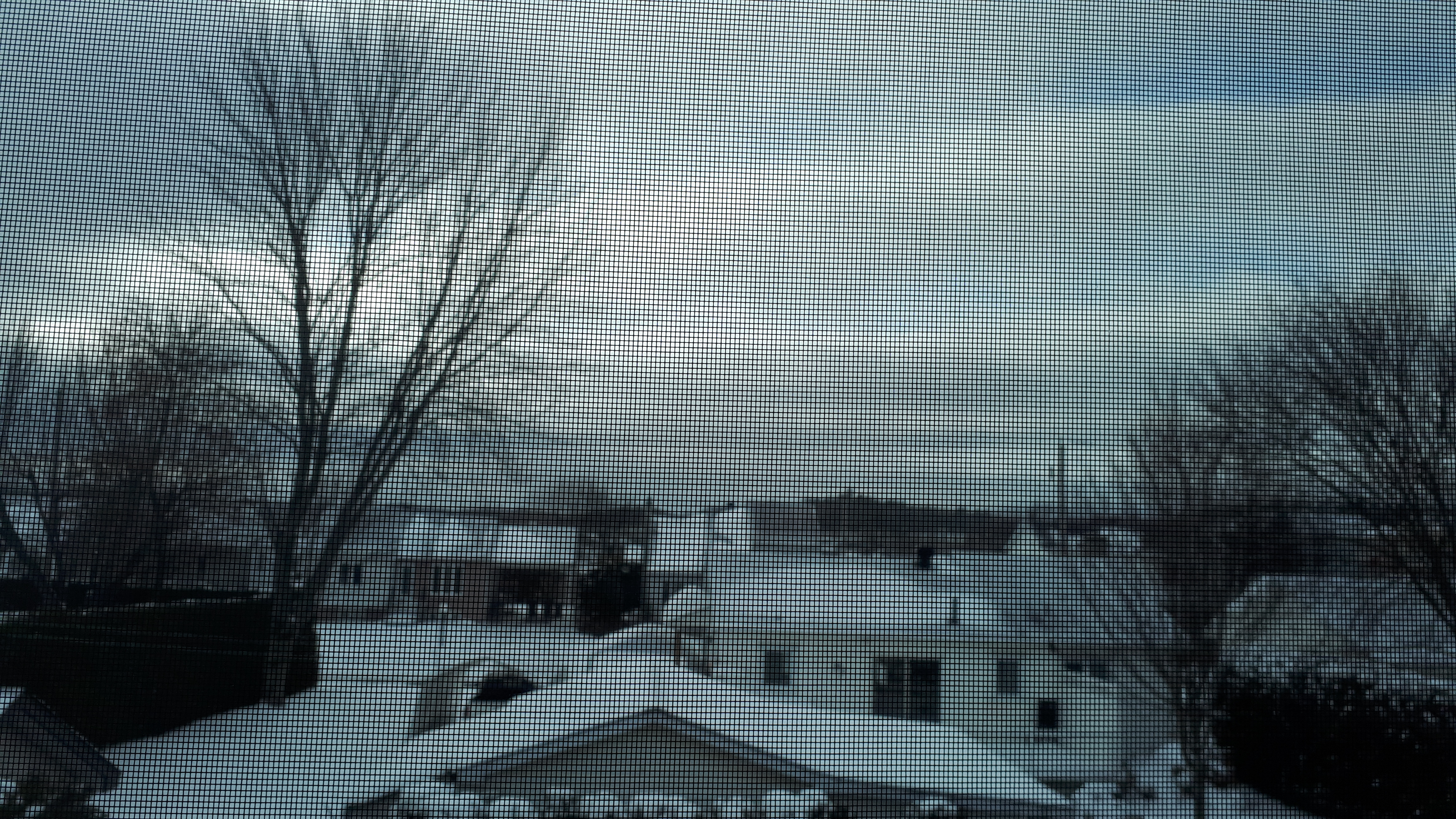
Bromptonville en hiver

Le Comité du patrimoine de Bromptonville inc est une association citoyenne bénévole qui a vu le jour en 1985 et qui continue ses recherches historiques et ses présentations sur l'histoire de Bromptonville de nos jours. Leur objectif est de défendre le patrimoine culturel et historique de Bromptonville. Depuis 2014, le comité a mis sur pied le circuit patrimonial de Bromptonville, qui permet de découvrir l'histoire de l'ancienne ville de façon interactive.